# John Caister Bennett
John Caister “Jack” Bennett (nascido em 6 de abril de 1914 em Estcourt, Natal, falecido em 30 de maio de 1990 em Pretória⁣), foi um funcionário público sul-africano e astrônomo amador. Sua mãe era britânica e seu pai era da Tasmânia. Frequentou a escola em Ficksburg e começou a trabalhar no serviço público após se formar em 1934, inicialmente na administração florestal em Elgin antes de passar para a administração da província de Transvaal em Pretória. Durante a Segunda Guerra Mundial serviu como soldado na África do Sul, Egito e Itália. Em 1974 aposentou-se do serviço público. A partir de 1985 ele começou a sofrer de artrite e logo depois sua saúde se deteriorou tanto que ele teve que vender sua casa no bairro Riviera de Pretória e se mudar para um lar de idosos. Ele morreu em 30 de maio de 1990 aos 76 anos.

## Astrônomo amador
O interesse de Bennett pela astronomia começou cedo quando sua mãe lhe mostrou o céu estrelado com o Cruzeiro do Sul e os planetas a caminho de casa das visitas noturnas à igreja e contou-lhe sobre sua observação do cometa Halley em seu retorno em 1910.
Depois da guerra começou a procurar cometas com um refrator de 60 mm, e a partir de 1958 observou os novos satélites artificiais. Para isso, comprou em 1961 um refrator leve de 125 mm com montagem de altazimute, que mais tarde se tornou seu instrumento favorito. Ele se tornou um membro da Astronomical Society of Southern Africa e da British Astronomical Association em tenra idade.
Embora ele tenha descoberto cometas já na década de 1960, ele não foi o primeiro descobridor, ou os cometas que encontrou tiveram vida curta e não puderam ser observados novamente. Durante este tempo (1969 a 1974) ele compilou sistematicamente um catálogo de 152 objetos no céu do sul que poderiam ser confundidos com um cometa. Esta lista, mais tarde chamada catálogo Bennett, ainda hoje é uma ajuda valiosa para os caçadores de cometas, um “catálogo Messier do sul”.
Todos os anos ele passava cerca de 150 horas procurando cometas no quintal de sua casa em Pretória e por acaso descobriu em 16 de julho de 1968 uma aparição incomum na galáxia Messier 83 (NGC 5236) na constelação Hydra. Isso foi reconhecido pouco depois por astrônomos profissionais como uma supernova (SN 1968L). Bennett foi a primeira pessoa a descobrir visualmente uma supernova desde a invenção do telescópio.
Com seu refrator de 125 mm, ele finalmente descobriu seu primeiro cometa, C/1969 Y1 (Bennett), após uma busca por mais de 333 horas em 28 de dezembro de 1969. Este se tornou um “Grande Cometa” que pôde ser observado a olho nu no ano seguinte. Sua segunda descoberta de cometa ocorreu em 13 de novembro de 1974, após mais 482 horas de busca. Este foi o discreto C/1974 V₂ (Bennett).
Nos últimos anos, ele comprou um Celestron C-8, mas apesar de 30 a 40 horas de busca por ano pelos próximos 10 anos, ele não teve mais sucesso na caça de cometas, em parte devido ao aumento da poluição luminosa. Além de cometas, ele também estava interessado em meteoros e estrelas variáveis. Nos anos que antecederam sua morte, ele teve que desistir completamente de observar e doou seu famoso refrator de 125 mm para a Universidade da África do Sul.

## Descobertas
- Supernova SN 1968L na galáxia M83, 16 de julho de 1968
- C/1969 Y1, 28 de dezembro de 1969
- C/1974 V2, 13 de novembro de 1974

## Honras
- 1968–1969: Presidente da Sociedade Astronômica da África Austral (ASSA)
- 1968–1985: Diretor da Seção Cometa e Meteoro da ASSA
- 1970: Medalha Gill da ASSA para realizações em astronomia com consideração especial de realizações na África do Sul[9]
- 1971: Medalha Merlin da Associação Astronômica Britânica (BAA)[10]
- 1974: Fellow da Royal Astronomical Society
- 1975–1987: Diretor da Seção Nova Search da ASSA
- 1976: Prêmio Nova da Associação Americana de Observadores de Estrelas Variáveis (AAVSO), Cambridge, Massachusetts, por sua descoberta da supernova SN 1968L
- 1977: O novo observatório e telescópio de 32 cm no Centro de Pretoria da ASSA são nomeados em homenagem a Jack Bennett
- 1986: mestrado em Ciências (h. C.) Da Universidade de Witwatersrand
- 1989: Membro honorário da Sociedade Astronômica da África Austral[11]
- 1989: um asteróide descoberto em 1986 no cinturão principal recebe a designação oficial (4093) Bennett em homenagem a John C. Bennett.[12]

Após sua morte, o Centro de Pretória estabeleceu o Prêmio Jack Bennett anual da ASSA para contribuições à astronomia e ao Centro.